# Lludd Llaw Eraint
Lludd Llaw Eraint, o Nudd Llaw Eraint ("Lludd Mano d'Argento"), era il figlio di Beli Mawr e un leggendario eroe della mitologia gallese.
Nella forma antica Nudd è padre di Gwyn ap Nudd. Probabilmente è la fonte di Re Lud nella Historia Regum Britanniae di Geoffrey di Monmouth.
Nel racconto Lludd e Llefelys del Mabinogion Lludd è il re di Britannia mentre suo fratello Llefelys è re di Gallia. Il regno di Lludd viene invaso da tre piaghe e Lludd chiede aiuto al fratello Llefelys. Secondo la leggenda esisteva un tempio di Lludd sul sito della Cattedrale di Saint Paul a Londra, vicino Ludgate ("Porta di Lud").

## Le Tre Piaghe del regno di Lludd

### La piaga dei Coraniaid
La prima piaga è l'invasione dei Coraniaid, un popolo misterioso che non poteva essere colpito perché capace di sentire qualsiasi suono portato dal vento. Con l'aiuto di un lungo corno Llud chiede aiuto a Llefelys che gli consiglia di preparare una pozione con degli insetti velenosi per i Coraniaid. Llud la getta su di loro e li uccide.

### La piaga del Drago Bianco e del Drago Rosso
La seconda piaga è la lotta di un Drago Bianco (Anglo-Sassoni) e di un Drago Rosso (Britanni) che combattono ogni vigilia di Primo Maggio. Il Drago Bianco tenta di sopraffare il Drago Rosso che emette un grido pauroso che atterrisce ogni cuore dei Britanni. Gli uomini perdono colorito e forza, le donne i bambini, i giovani uomini e donne i sensi. Animali, alberi e terra diventano sterili. Per catturare i draghi viene scavato un pozzo nel punto in cui sarebbero caduti esausti dopo il combattimento. Il luogo è a Oxford, al centro dell'isola come misurato da Llud.  Il pozzo viene coperto con un telo di raso e in fondo viene posto un calderone pieno di idromele. All'inizio i draghi combattono nei pressi del pozzo sotto forma di terribili animali. Poi combattono in aria sotto forma di draghi. Infine cadono sfiniti nel pozzo sotto forma di maiali, trascinando il drappo, e ubriachi si addormentano.
I draghi vengono quindi avvolti nel drappo e sepolti a Dinas Emrys, il posto più sicuro del regno. L'episodio verrà poi ripreso dalle leggende arturiane, ed è alla base di Y Ddraig Goch, uno dei simboli del Galles.

### La piaga del ladro delle provviste di corte
La terza piaga è il saccheggio continuo di un gigante incantatore che indossa una forte e pesante armatura e trasporta un paniere. Le sue visite notturne vengono annunciate da illusioni soporifere e melodie che cullano i membri della corte di Llud. Quando tutti dormono, il ladro mette tutte le provviste di corte nel suo ampio paniere e se ne va. Llud può fermarlo solo affrontandolo. Per evitare gli effetti soporiferi delle illusioni e delle melodie, Llud immerge frequentemente la testa in un vaso d'acqua fredda al suo fianco. Lo scontro è talmente violento che le armi quando si incontrano producono scintille. Alla fine Llud sconfigge il gigante, lo grazia e lo rende un suo fedele vassallo.

## Etimologia
Il nome Nudd è imparentato con l'irlandese Nuada ed è collegato al dio celtico Nodens. Probabilmente deriva dalla radice celtica *noudont- o *noudent-, che J.R.R. Tolkien suggerisce sia collegato ad una radice germanica che significa "acquisire, avere l'uso di" e in origine "prendere, intrappolare (in caccia)". Collegando Nuada Airgetlám e la mano di Nudd, Tolkien ha rilevato «un'eco dell'antica fama della mano magica di Nodens il Cacciatore». Julius Pokorny fa derivare il nome dalla radice protoindoeuropea *neu-d, "acquisire, utilizzare, pescare".